# Фредериксен, Нильс
Нильс Фредериксен (дат. Niels Frederiksen; род. 5 ноября 1970, Оденсе) — датский футбольный тренер. В настоящее время главный тренер польского клуба «Лех»

## Карьера
В молодости занимался футболом в юношеской команде Б 1913 из Оденсе, но никогда не был профессиональным футболистом. Получил высшее экономическое образование и работал в Danske Bank. Параллельно с основной работой тренировал детские команды клубов «Б-93» и «Люнгбю».
В январе 2009 года, после того как «Люнгбю» отправил в отставку Хенрика Ларсена, Фредериксен был назначен исполняющим обязанности главного тренера, впоследствии с ним был заключён полноценный контракт. В своём первом полном сезоне — 2009/10 — тренер вывел команду из первого дивизиона в высший, в следующем сезоне команда заняла 8 место среди 12 клубов на высшем уровне, а в сезоне 2011/12 вылетела обратно.
Перед началом сезона 2013/14 Фредериксен возглавил «Эсбьерг», сменив на посту тренера Йесса Торупа. В первом сезоне при новом тренере команда заняла пятое место в чемпионате страны, на следующий год стала лишь восьмой, но вышла в полуфинал Кубка Дании. В августе 2015 года, после неудачного старта в новом сезоне, Фредериксен был уволен.
27 августа 2015 года Фредериксен был назначен главным тренером молодёжной и олимпийской сборных Дании, его предшественником в этой должности также был Йесс Торуп.